# Lista de estratovulcões
Uma lista de estratovulcões segue abaixo.

## África

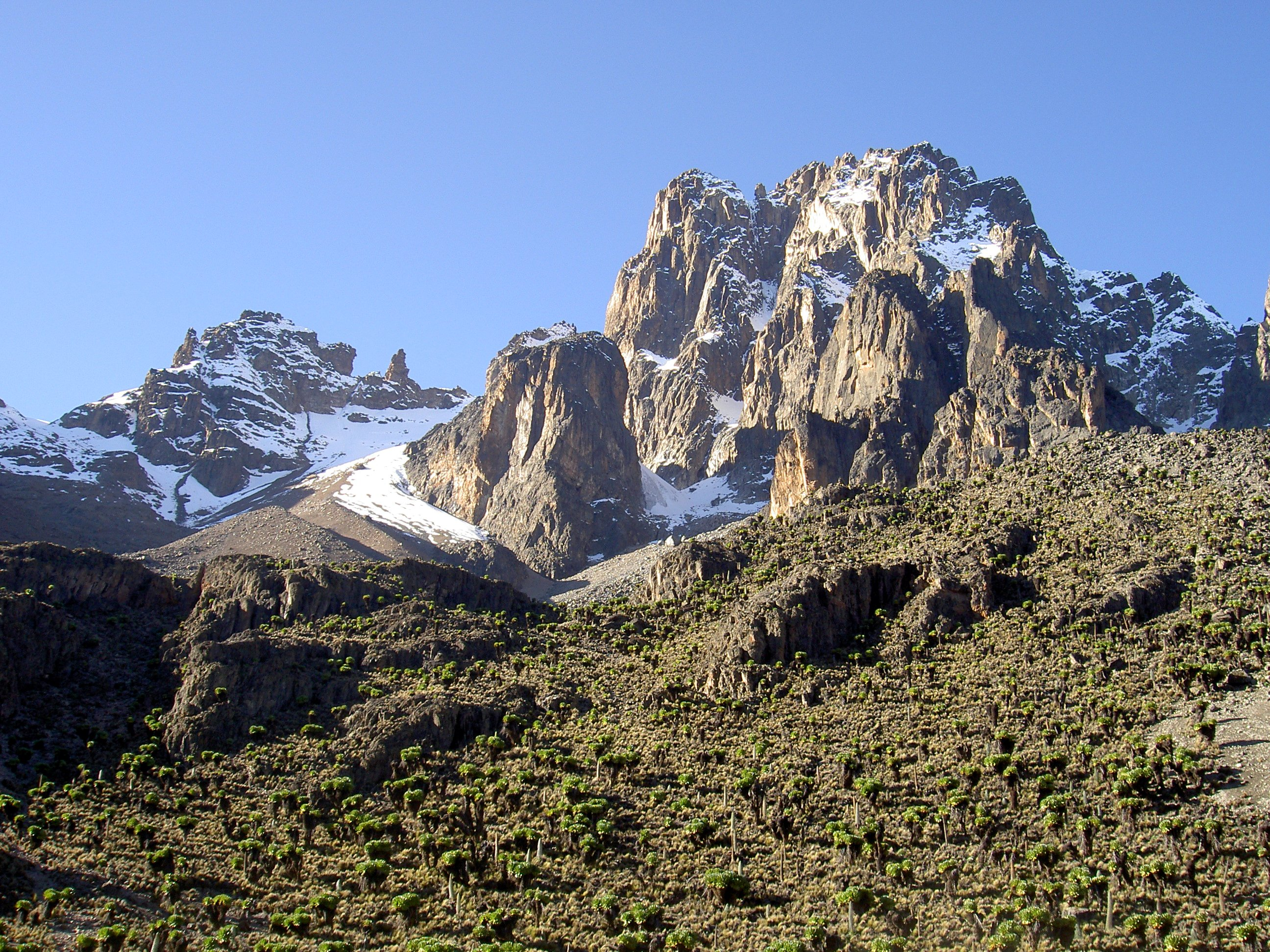
Monte Kenya em 1972.

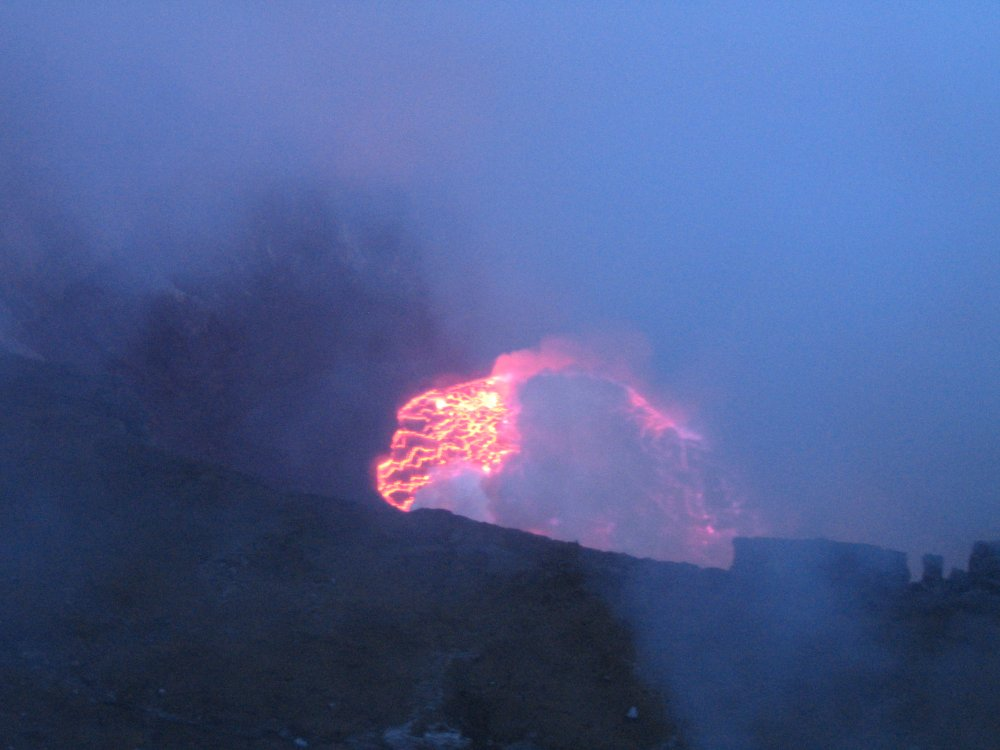
Lago de lava dentro do Monte Nyiragongo.

### Camarões
- Monte Camarões

### República Democrática do Congo
- Monte Nyiragongo, Goma. Listado como Vulcões da Década. Ele contém um lago de lava ativo dentro de sua cratera que transbordou devido a rachaduras em 2002.

### Eritreia
- Vulcão Alid

### Etiópia
- Borawli, Afar (região), Etiópia

### Quénia
- Monte Quénia, que contém vários plugues vulcânicos em seu pico.

### Tanzânia
- Ol Doinyo Lengai, o único vulcão ativo de lava carbonatita da Terra.
- Monte Quilimanjaro, um estratovulcão adormecido. É o ponto mais alto da África.
- Monte Meru

### Dorsal Mesoatlântica
- Monte Pico na Ilha do Pico, Açores, Portugal
- Teide em Tenerife, Ilhas Canárias, Espanha; designado como Vulcões da Década
- Cumbre Vieja em La Palma, Ilhas Canárias, Espanha
- Monte Fogo em Fogo, Cabo Verde
- Montanha Green, Ilha da Ascensão

## Américas

### Caribe
- La Grande Soufrière na ilha de Basse-Terre em Guadalupe, Índias Ocidentais[1]
- O Soufriere Hills na ilha de Montserrat. Suas erupções de 1995 resultaram no abandono de sua capital, Plymouth.
- Soufrière (vulcão) em São Vicente e Granadinas
- Monte Pelée na Martinica. Sua erupção devastadora em 08 de maio de 1902, resultou na destruição completa de sua capital, Saint-Pierre, com as mortes de mais de 30.000 habitantes.
- Monte Scenery na Países Baixos Caribenhos

### América Central

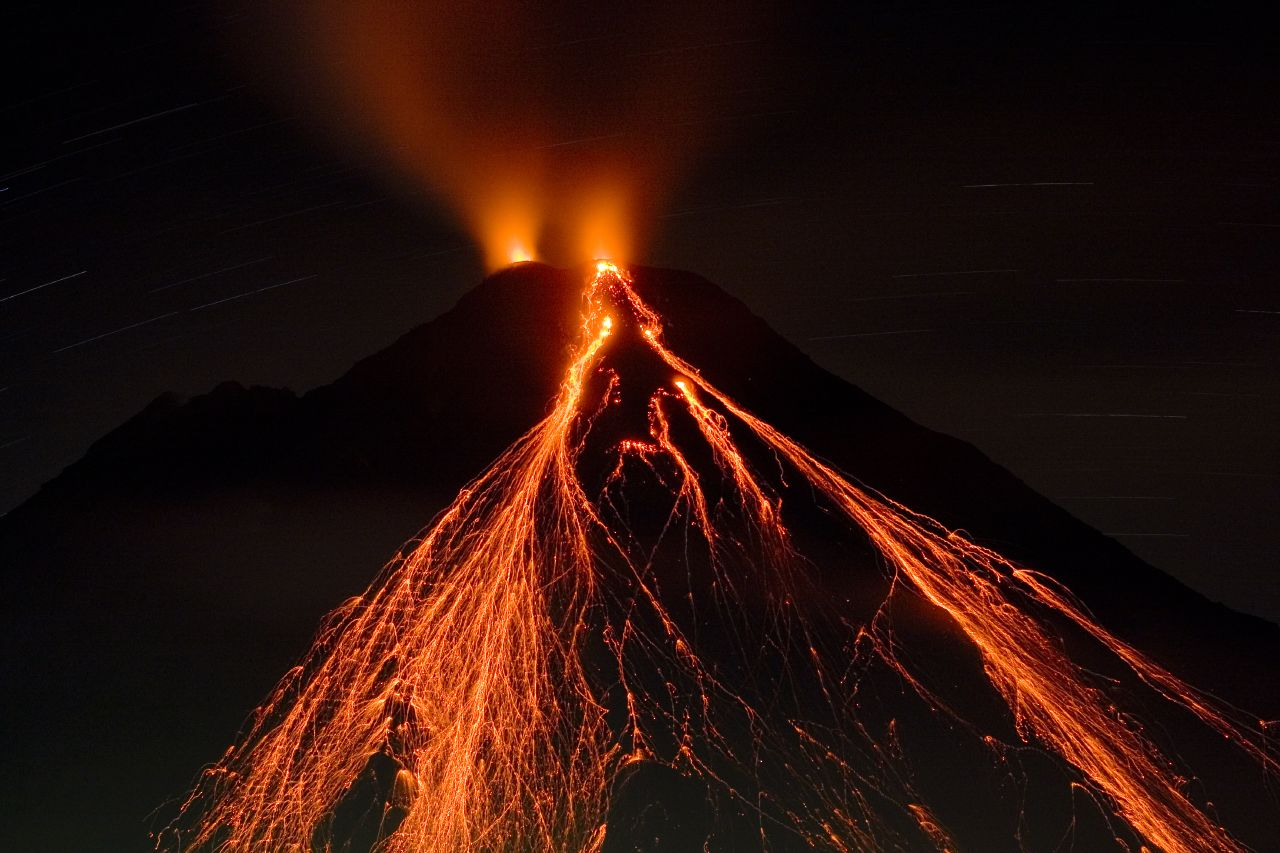
Arenal (vulcão) em novembro de 2006.

#### Costa Rica
- Arenal, Chato e Poás em Alajuela
- Irazu e Turrialba em Cartago

#### El Salvador
- San Miguel e Chinameca em Departamento de San Miguel
- Santa Ana em Santa Ana (departamento)
- Chichontepec
- Guazapa
- Taburete
- Izalco

#### Panamá

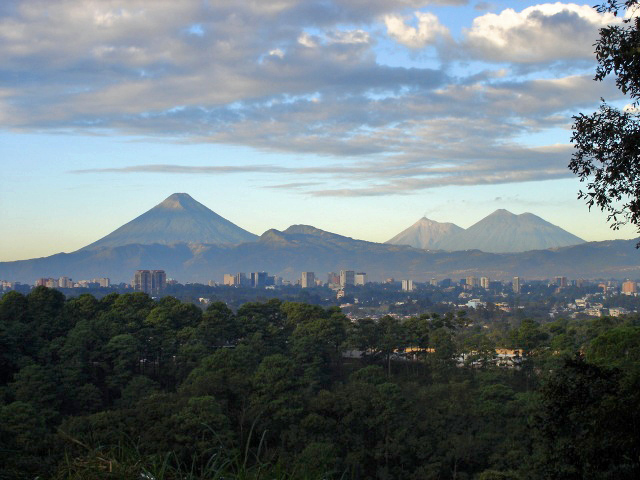
Vulcões (da esquerda para direita) Agua, Fuego, e Acatenango, visão da Cidade da Guatemala.

- Barú (vulcão)

#### Guatemala
- Vulcão Tacaná na fronteira entre México e Guatemala
- Monte Tajumulco Ponto mais alto e mais alto vulcão na América Central
- Vulcão Cerro Quemado (Almolonga)
- Vulcão Santa María, considerado como Vulcões da Década. Tem um pico menor chamado Santiaguito, que entrou em erupção recentemente em junho de 2018.
- Vulcão Siete Orejas
- Vulcão San Pedro
- Vulcão Atitlán
- Vulcão Tolimán
- Acatenango
- Vulcão de Fogo. Ele entrou em erupção recentemente em junho de 2018.
- Vulcão de Agua
- Pacaya
- Tecuamburro
- Tahual
- Vulcão Jumay
- Vulcão Ipala
- Suchitán
- Vulcão Moyuta
- Vulcão Chingo na fronteira entre Guatemala e El Salvador

### América do Norte

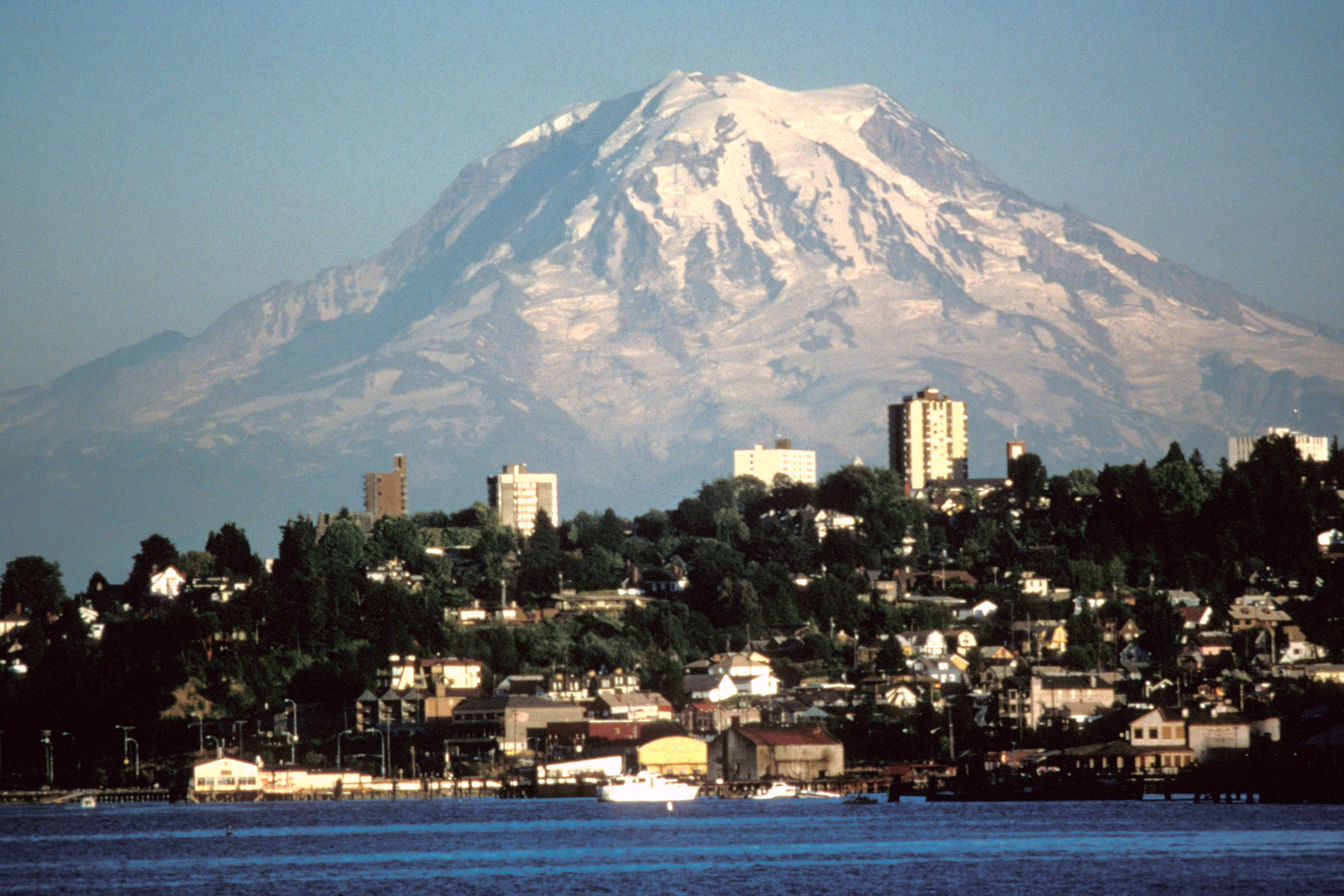
Lado noroeste de Monte Rainier visto de Tacoma

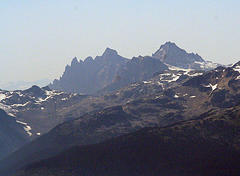
O complexo vulcânico Monte Cayley em 13 de agosto de 2005. As cimeiras da esquerda para a direita são o Pico Piroclástico e Monte Cayley.

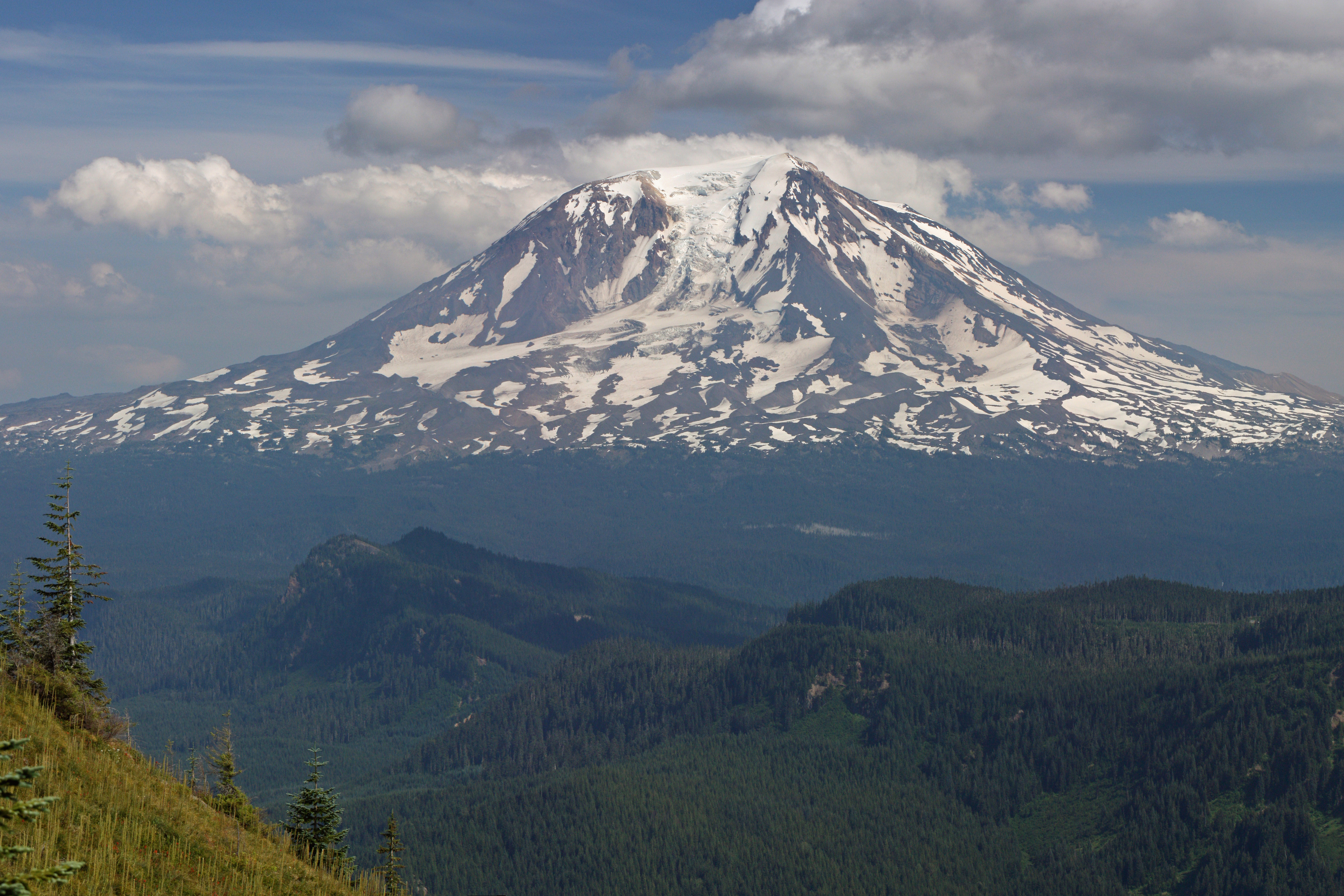
Monte Adams, 2013

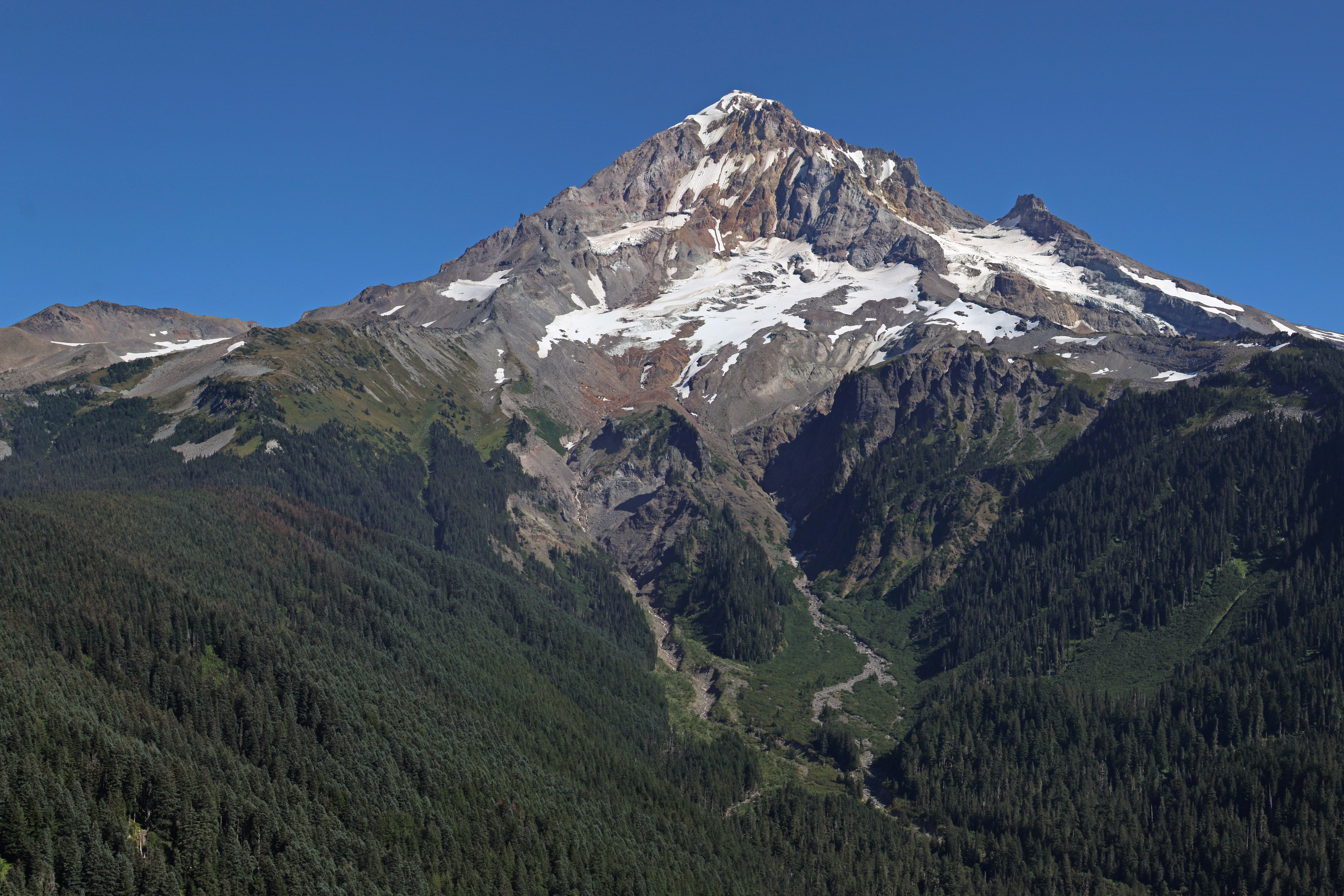
Monte Hood, 2017

#### Canadá

##### Territórios do Noroeste/Nunavut
- Complexo vulcânico Back River

##### NorteColúmbia Britânica
- Montanha Hoodoo
- Monte Edziza

##### SulColúmbia Britânica
- Monte Boucherie
- Monte Cayley massif Ver também Campo vulcânico Monte Cayley.
- Monte Garibaldi
- Monte Meager massif Cerca de 2.400 anos atrás, produziu a mais recente erupção catastrófica no Canadá.
- Monte Price
- The Black Tusk
- Montanha Coquihalla

#### México
- Popocatépetl, apenas 70 km a sudeste de Cidade do México
- Colima, no Estado Soberano e Livre de Jalisco; designado como Vulcões da Década
- Nevado de Toluca
- Pico de Orizaba

#### Estados Unidos

##### Alasca
- Monte Akutan
- Augustine (vulcão), Cook Inlet
- Monte Bona
- Monte Churchill
- Monte Cleveland
- Vulcão de Pico Gelado
- Monte Katmai, Parque Nacional e Reserva de Katmai
- Korovin Volcano
- Monte Mageik
- Monte Pavlof
- Monte Redoubt
- Monte Shishaldin
- Monte Vsevidof

##### Washington
- Monte Baker
- Glacier Peak
- Monte Rainier; designado como Vulcões da Década
- Monte St. Helens. Em 18 de maio de 1980, produziu uma grande erupção precedida por um enorme deslizamento de terra que dizimou a altura do vulcão.
- Monte Adams

##### Oregon
- Monte Hood
- Monte Jefferson
- Black Butte
- The Three Sisters
- Broken Top
- Monte Bachelor
- Monte Scott (Klamath County, Oregon)
- Monte McLoughlin

##### Califórnia
- Monte Shasta

##### Arizona
- Picos de São Francisco

##### Novo México
- Monte Taylor

### América do Sul

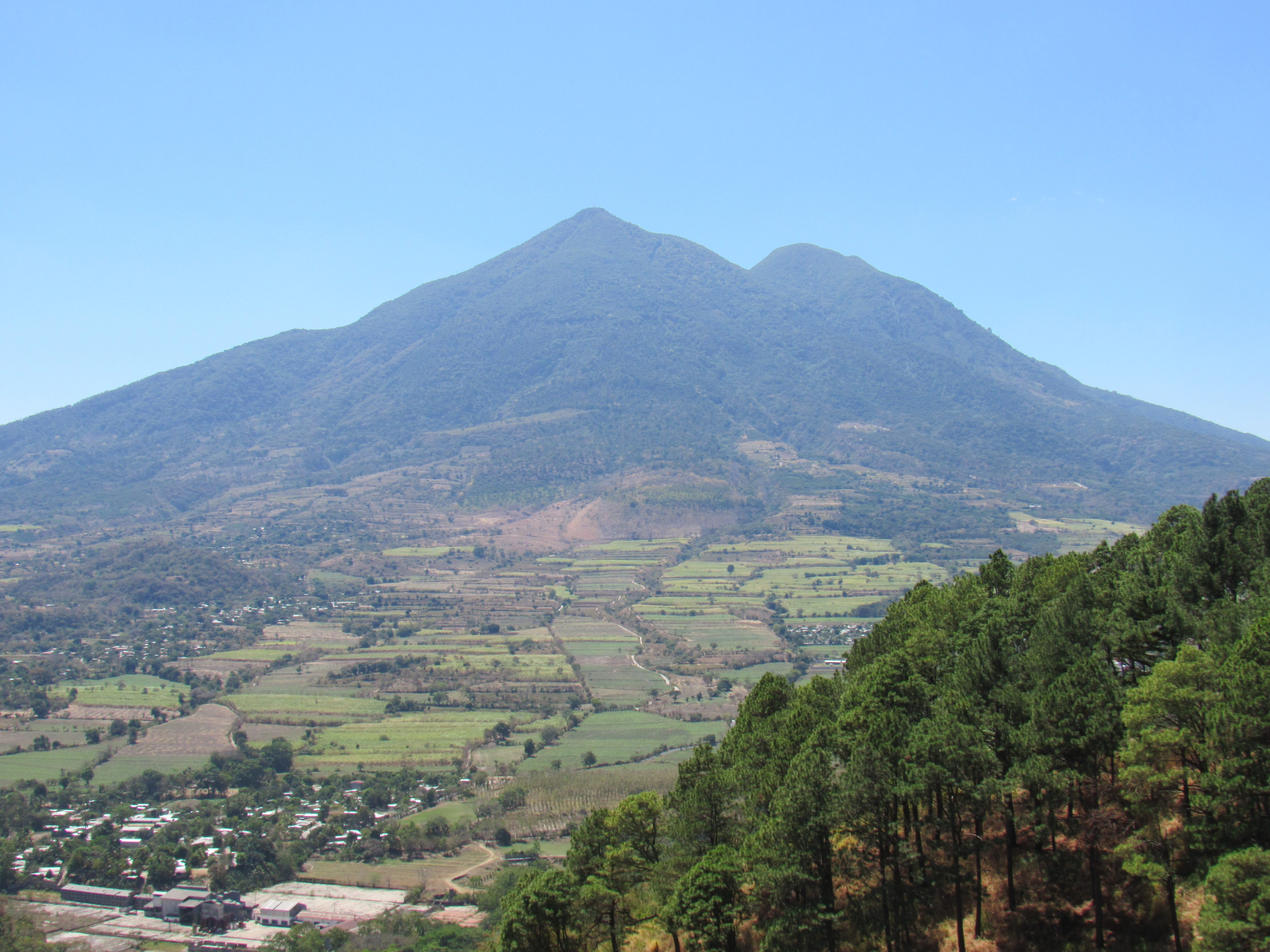
San Vicente em 1994

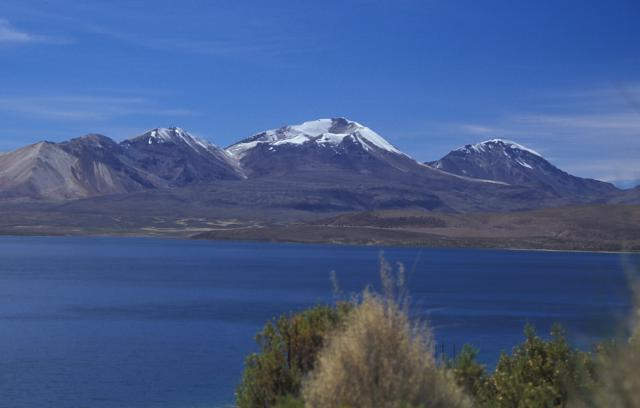
Uma visão de Acotango do Lago Chungará

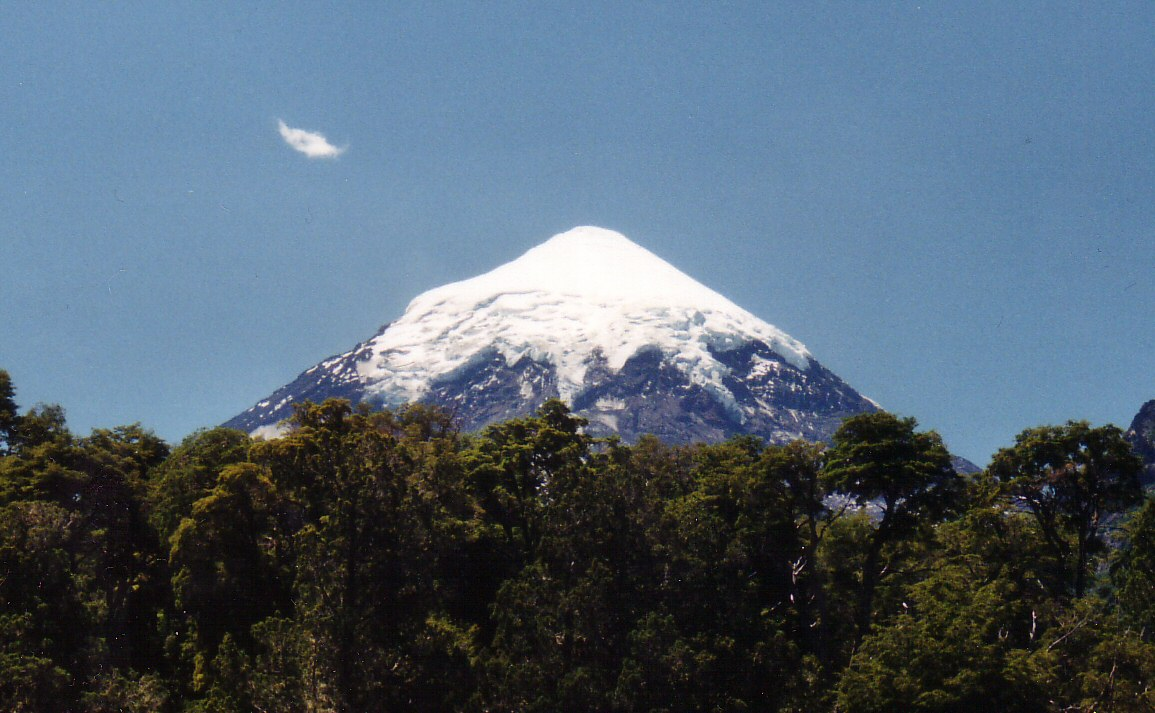
Lanín, janeiro de 1997

#### Chile
- Llaima
- Irruputuncu na fronteira da Bolívia e Chile
- Ojos del Salado, o vulcão mais alto do mundo. Está na fronteira entre Argentina e Chile.
- Villarrica
- Cerro Arenales
- Calbuco. Entrou em erupção recentemente em abril de 2015.
- Callaqui
- Monte Hudson
- Copahue
- Vulcão Lascar
- Nevados de Chillán
- Lanín na fronteira entre Argentina e Chile
- Acotango na fronteira entre Bolívia e Chile
- Cerro Solo na Patagônia ao longo da fronteira entre o Chile e a Argentina
- Parinacota. Irrompeu em abril 2008
- Licancabur
- Sierra Nevada
- Chaitén

#### Colômbia
- Galeras, no Departamento de Nariño. Listado como Vulcões da Década.
- Nevado del Ruiz, no Departamento de Tolima. Uma erupção de 1985 criou inundações lahar destrutivas que engolfaram a cidade vizinha de Armero.

#### Equador
- Pichincha
- Tungurahua
- Sangay
- Reventador
- Chimborazo
- Cotopaxi
- Antisana
- Cayambe
- Corazón
- El Altar
- Carihuairazo

#### Peru
- Coropuna
- Huaynaputina
- El Misti perto da cidade do sul de Arequipa
- Sabancaya
- Ubinas sudoeste do Peru
- Tutupaca
- Yucamane

## Antártica
- Monte Erebus
- Ilha Penguin
- Monte Bird
- Brown Peak
- Monte Discovery
- Monte Harcourt
- Monte Melbourne
- Monte Morning
- Monte Overlord

## Ásia

### Ásia Ocidental

#### Irã
- Bazman
- Sahand
- Sabalan
- Monte Damavand, no condado de Amol, na província de Mazandarão
- Vulcão Taftan na província de Sistão e Baluchistão

#### Turquia

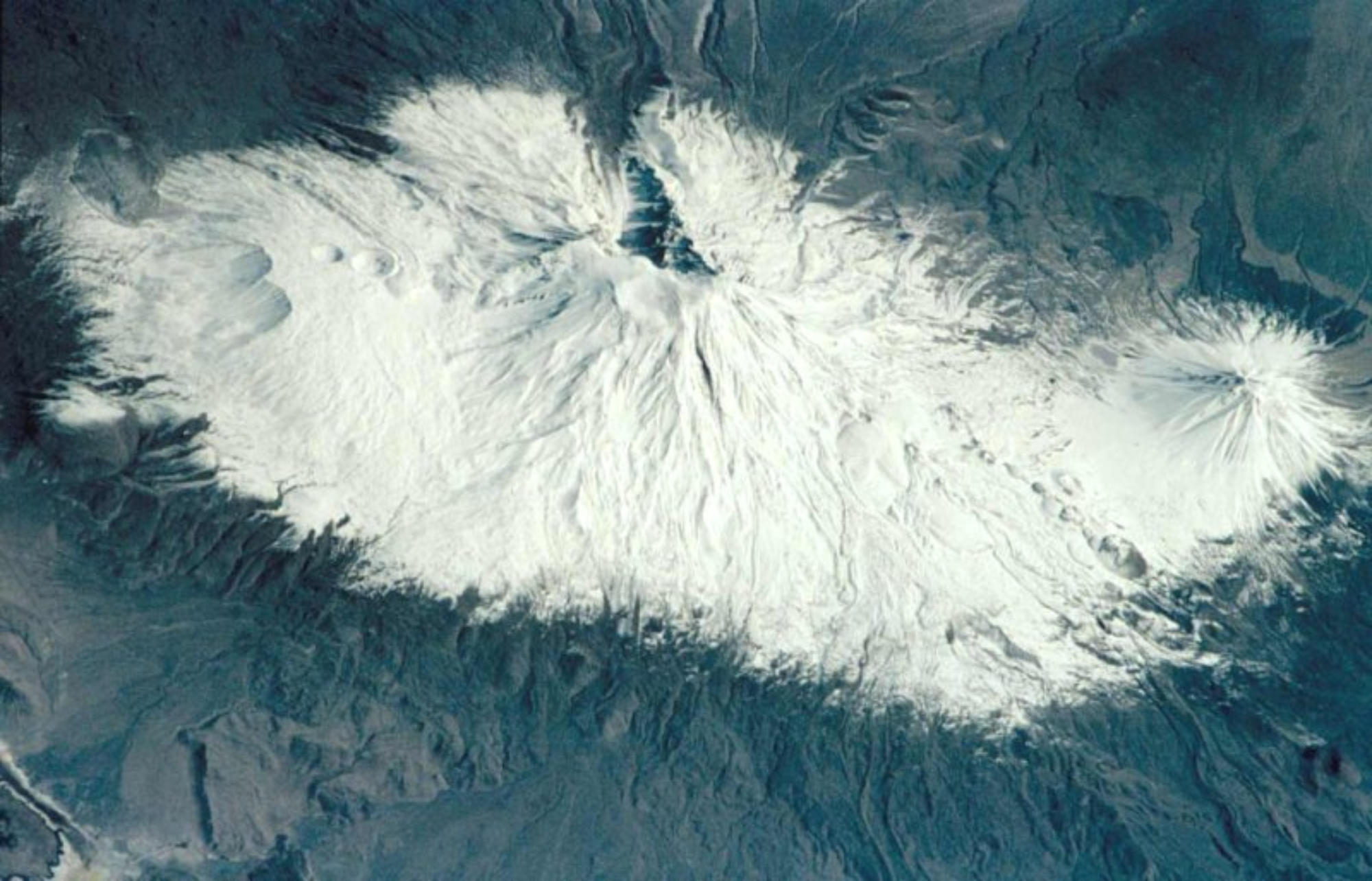
Imagens de satélite do Monte Ararate

- Monte Hasan
- Monte Ararate e Pequeno Ararate
- Monte Erciyes

#### Iêmen
- Jabal al-Tair, um vulcão da ilha dentro do Mar Vermelho na costa do Iêmen

### Sul da Ásia

#### Índia
- Ilha Barren, o único estratovulcão ativo no subcontinente indiano

### Sudeste Asiático

#### Indonésia

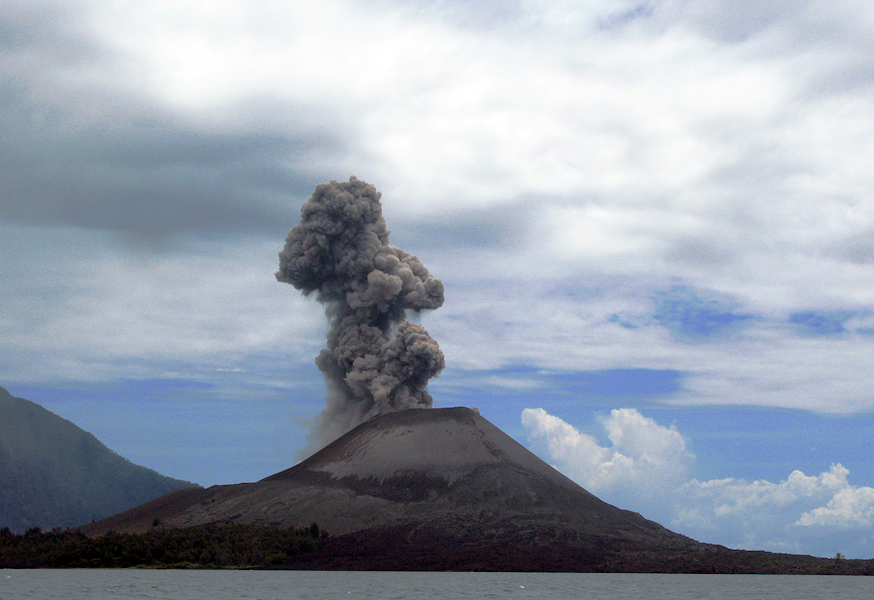
Atividade vulcânica em Anak Krakatau

- Monte Kerinci e Monte Sinabung na Sumatra
- Monte Rinjani em Lombok
- Monte Semeru e Monte Bromo na Java Oriental. Juntos, eles formam o Parque Nacional Bromo Tengger Semeru.
- Monte Agung e Monte Batur em Bali
- Galunggung na Java Ocidental.
- Krakatoa. Uma violenta erupção em agosto de 1883 resultou na obliteração da ilha vulcânica de três picos.
  - Anak Krakatoa. Emergiu do mar em 1927-1930
- Monte Merapi na Java Central. Está listado como Vulcões da Década.
- Monte Tambora na ilha de Sumbawa. Sua erupção catastrófica em 1815 causou um ano sem verão em 1816.

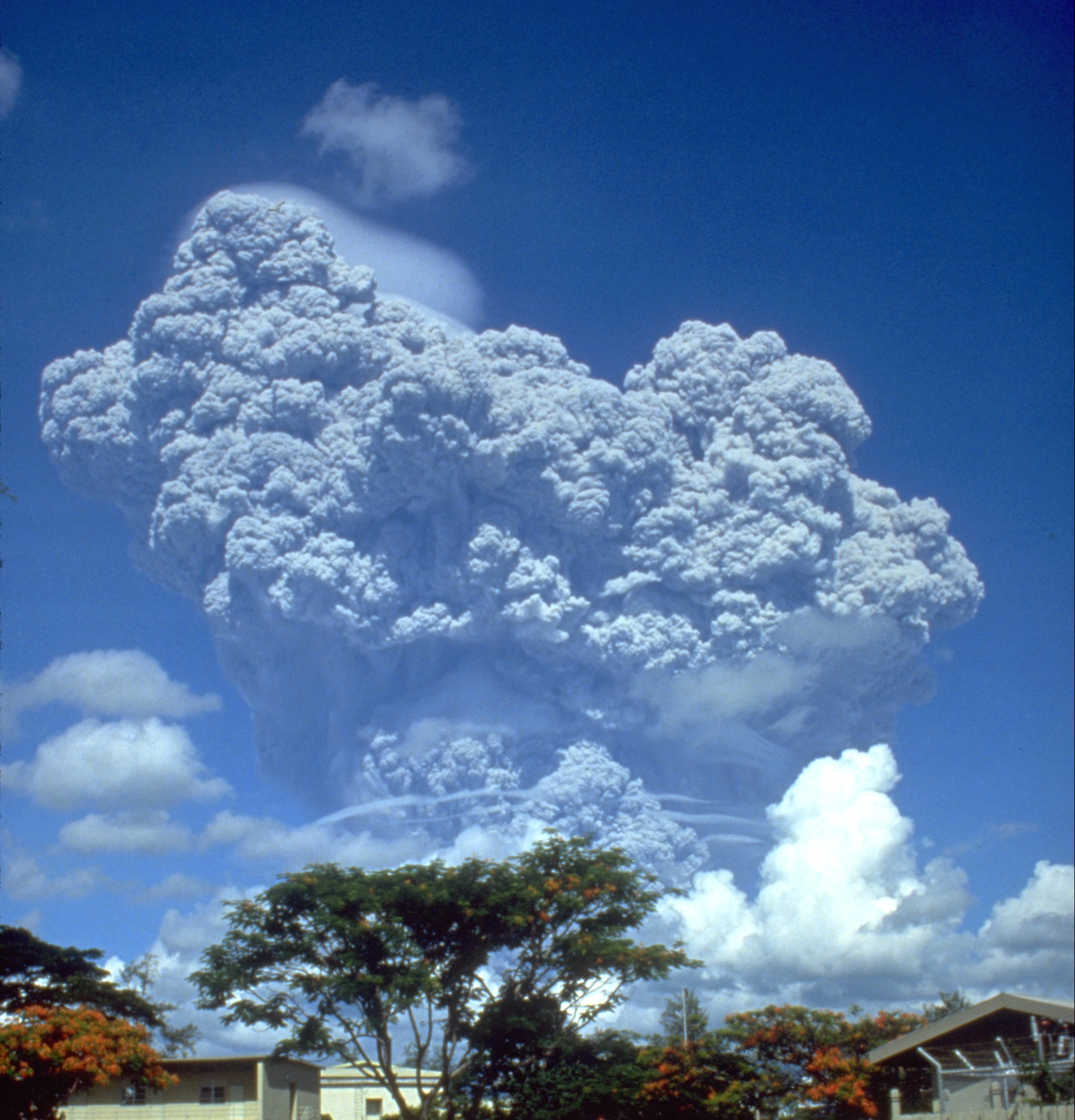
Pluma de cinzas do Monte Pinatubo durante a erupção de junho de 1991

- Monte Kelud na Java Oriental

#### Malásia
- Bombalai Hill em Sabah, Bornéu

#### Filipinas

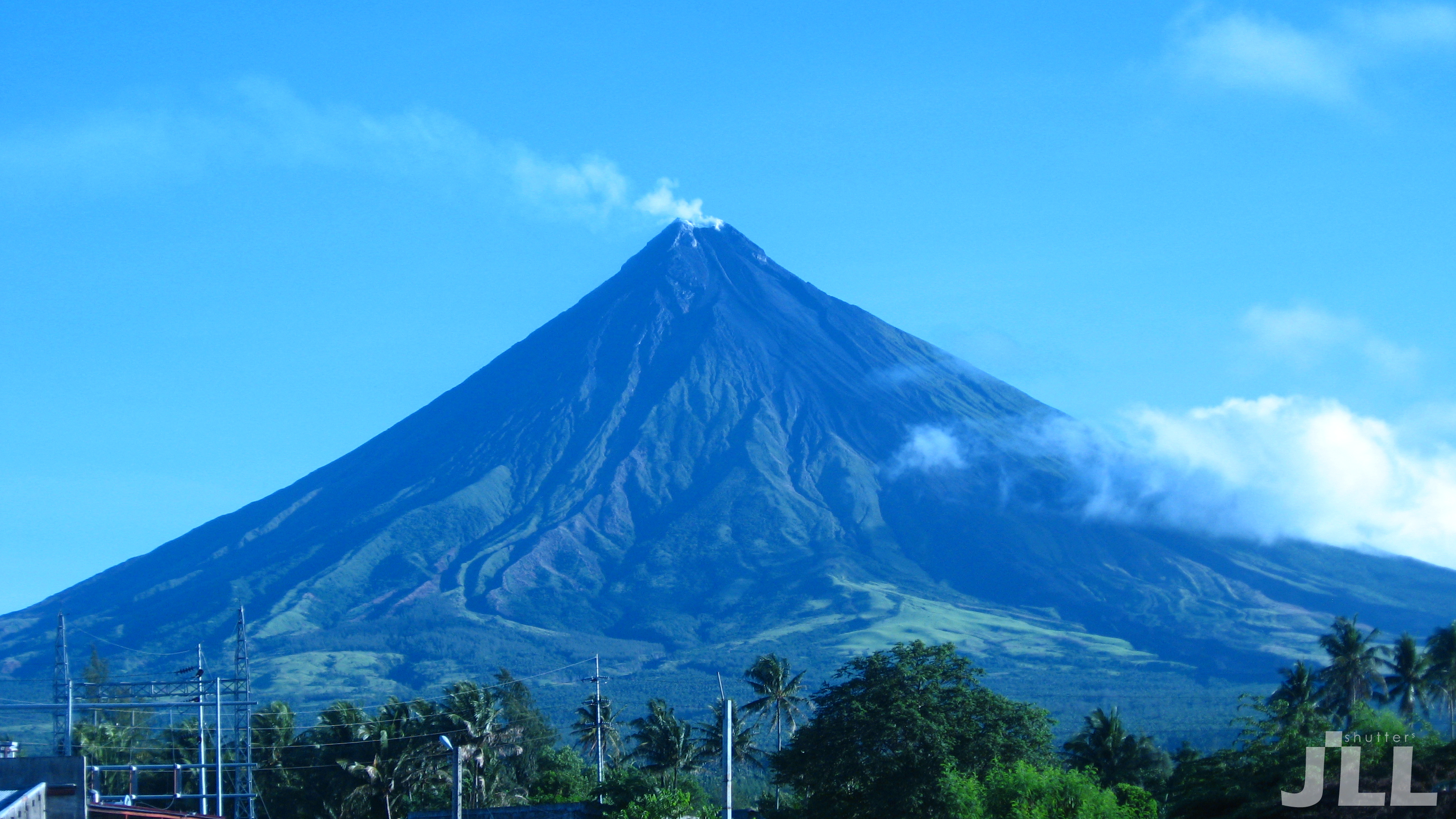
Vulcão Mayon em 08 de maio de 2010

- Vulcão Mayon em Albay, o vulcão mais ativo das Filipinas, famoso por sua perfeita forma de cone simétrico.
- Monte Pinatubo em Zambales. A catastrófica erupção de junho de 1991, que formou uma caldeira, depois preenchida por um lago de cratera, teve efeitos ambientais globais.
- Monte Bulusan em Sorsogon
- Monte Kanlaon e Monte Talinis em Negros
- Monte Arayat em Pampanga
- Monte Iriga e Monte Isarog em Camarines Sur
- Monte Mariveles e Monte Natib em Bataan
- Monte Malindig em Marinduque
- Monte Apo em Davao City, Mindanao. Considerado um vulcão adormecido, é o ponto mais alto das Filipinas
- Monte Makiling em Laguna
- Monte Banahaw em Quezon é um dos vulcões ativos nas Filipinas. Sua erupção de 1730 causou uma avalanche de detritos e o colapso do lago da cratera que inundou Sariaya, Quezon.

### Ásia Oriental

#### Coreia do Norte
- Montanha Baekdu, na fronteira entre Coreia do Norte e China

#### Japão

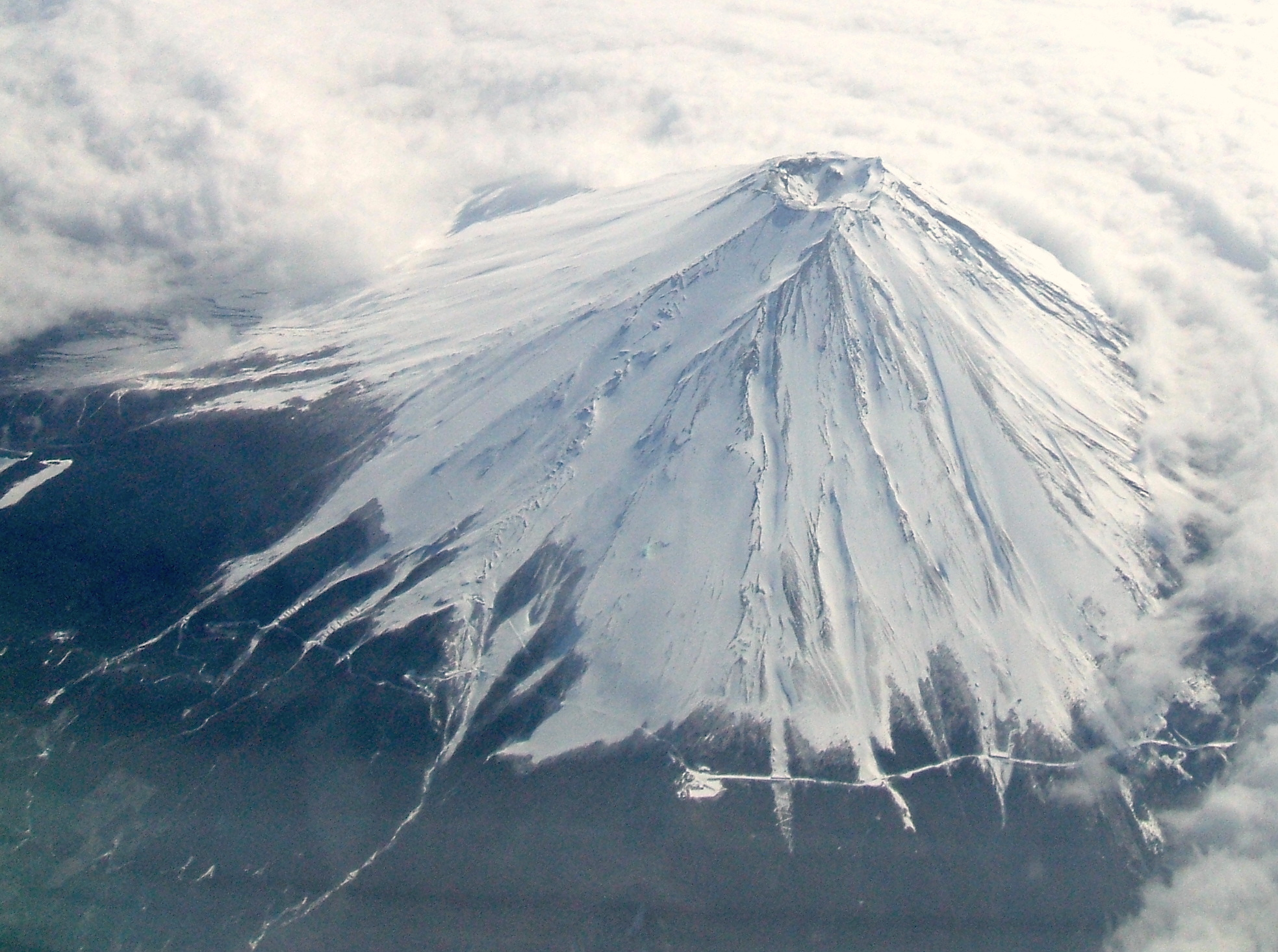
Pico do Monte Fuji

- Monte Fuji. Ponto mais alto do país. Última erupção em 1708
- Monte Mihara no Izu Ōshima
- Sakurajima, designado como Vulcões da Década
- Monte Unzen. Entrou em erupção em 1991. Listado como Vulcões da Década
- Monte Adatara
- Monte Haruna
- Monte Yufu

#### Taiuã
- Ilha Guishan

### Ásia Setentrional

#### Rússia
- Bezymianny[2]

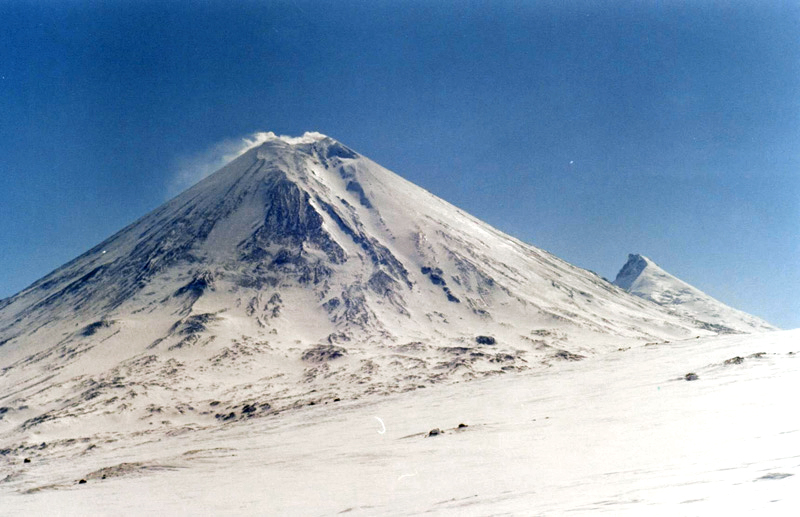
Klyuchevskaya Sopka em julho de 2006

- Klyuchevskaya Sopka ou Kliuchevskoi, krai de Camecháteca, o mais alto vulcão ativo na Eurásia
- Shiveluch, Krai de Kamchatka
- Avachinsky, Krai de Kamchatka, um Vulcões da Década
- Koryaksky,[3] Krai de Kamchatka, também um Vulcões da Década
- Karymsky, Krai de Kamchatka
- Monte Elbrus nas Cáucaso. É o ponto mais alto no continente europeu.

## Europa

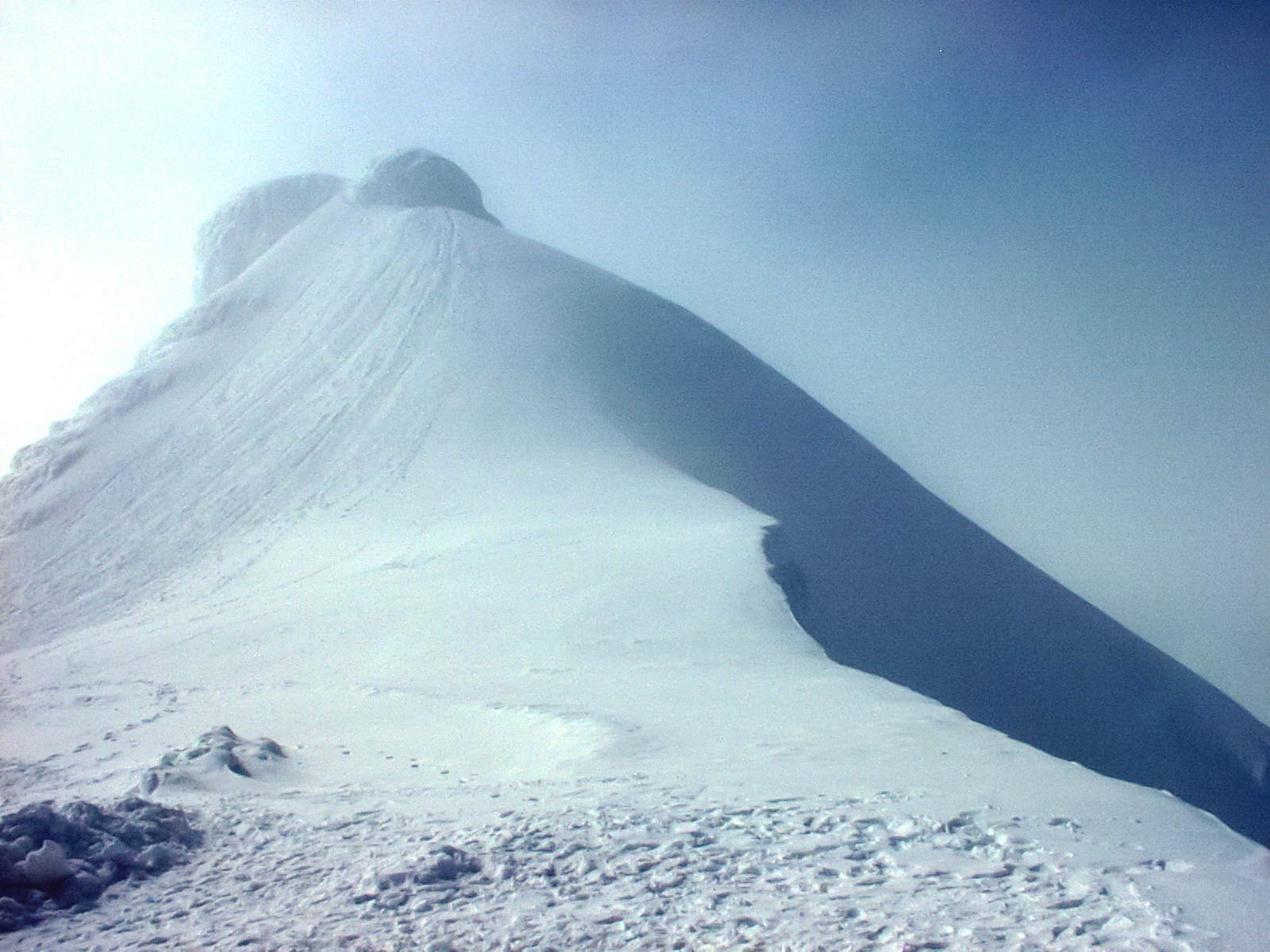
O cume do Snæfellsjökull.
.

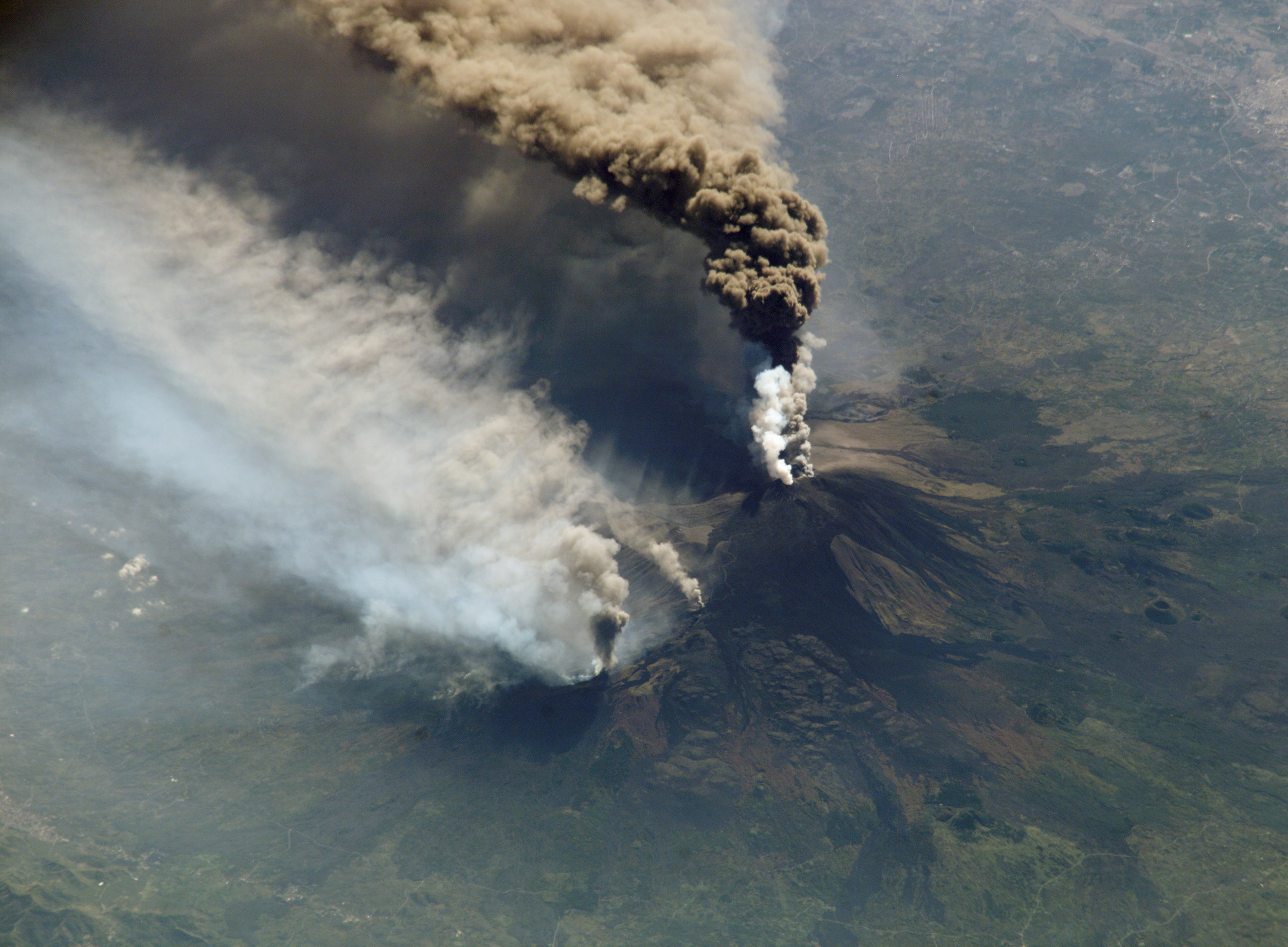
Erupção do Etna em 2002, fotografada da Estação Espacial Internacional ISS

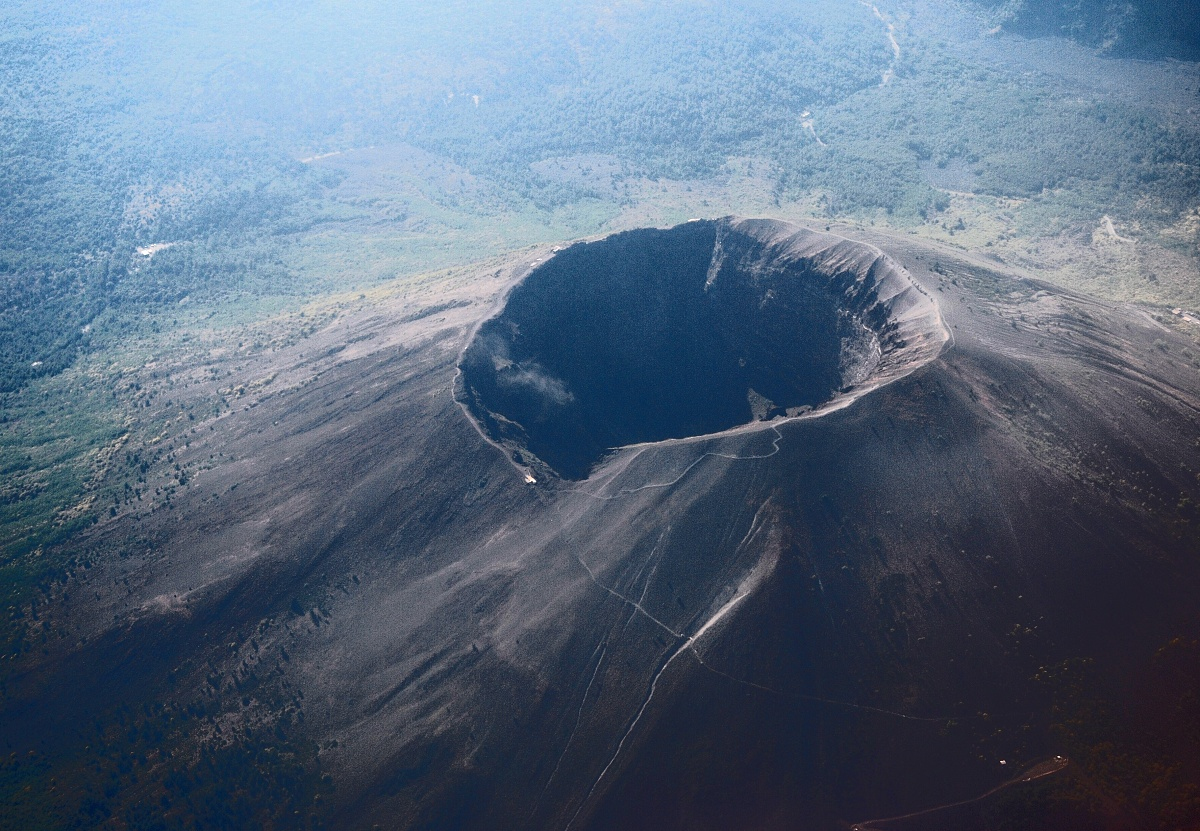
Vista aérea do Monte Vesúvio.

### Europa Ocidental

#### França
- Puy de Sancy, em Auvérnia-Ródano-Alpes

#### Itália
- Monte Etna perto de Catânia na Sicília. Vulcão ativo mais alto da Europa. Recentemente entrou em erupção em 2013 e a atividade vulcânica ainda está em andamento. Listado como um Vulcões da Década.
- Monte Vesúvio, localizado a 9 quilômetros (05.6 milhas) leste de Nápoles em Campania. Famosa por sua violenta erupção em 24 de agosto de 79. Sua última erupção aconteceu em março de 1944. Designada como vulcões da Década.
- Estrômboli e Vulcão, duas das ilhas Eólias. O primeiro tem estado em erupção contínua por mais de dois milênios, tornando-se o segundo vulcão mais ativo da Europa.[carece de fontes?]. Este último, entrou em erupção em 1890.
- Colinas Albanas, localizado a 20 quilômetros (12 milhas) a leste de Roma na Lazio. Última erupção aconteceu em cerca de 5.000 aC.

### Cáucaso

#### Armênia
- Aragats

#### Geórgia
- Didi Abuli
- Monte Kazbek
- Monte Samsari
- Monte Tavkvetili
- Tsiteli Khati

### Escandinávia

#### Islândia
- Askja
- Bárðarbunga. Recentemente entrou em erupção entre 2014 a 2015
- Eldfell e Helgafell na ilha de Heimaey
- Eyjafjallajökull. Entrou em erupção em 2010, o que causou uma grande parada de tráfego aéreo e cancelamentos de voos na Europa e áreas vizinhas.
- Hekla
- Kverkfjöll
- Snæfellsjökull
- Öræfajökull
- Kollóttadyngja

#### Noruega
- Beerenberg em Jan Mayen, vulcão ativo mais setentrional do mundo

## Oceania

### Ilhas Marianas do Norte
- Anatahan nas Ilhas Marianas do Norte

### Nova Zelândia
- Monte Taranaki/Egmont no Parque Nacional Egmont na Ilha do Norte
- Monte Ngauruhoe na Ilha do Norte
- Monte Ruapehu no Parque Nacional de Tongariro
- Whakaari/Ilha Branca na Baía de Plenty
- Península de Banks em Christchurch, Ilha do Sul

### Papua Nova Guiné
- Tavurvur. Recentemente entrou em erupção em 2014.
- Ulawun, um Vulcões da Década
- Kadovar, que entrou em erupção pela primeira vez registrada em 2018